# Sarah Butler
Pour les articles homonymes, voir Butler.
Sarah Butler est une actrice américaine, née le 11 février 1985 à Washington. Elle est surtout connue pour le rôle de Jennifer Hills dans le film d'horreur I Spit on Your Grave, remake de la version cinématographique de 1978, du même nom.

## Biographie

### Enfance et formation
Sarah Butler naît en février 1985 à Washington. Elle a depuis très jeune une passion pour l'art ; enfant, elle chante dans des chorales, participe à des concours de chant, et va dans une école de théâtre.
Elle déménage plus tard à Los Angeles pour étudier le théâtre à l'Université de Californie du Sud, et joue ensuite Belle, la princesse de La Belle et la Bête, pendant un an et demi à Disneyland. Elle abandonne ses études pour se diriger vers la télévision et le cinéma.

### Carrière
En 2008, Sarah Butler fait des apparitions dans les séries télévisées Les Experts : Manhattan et Les Experts : Miami, ainsi que dans le téléfilm d'horreur Les Ailes de la terreur (Flu Bird Horror) de Leigh Scott, diffusé sur la chaîne de télévision Syfy.
En 2010, elle joue dans 4 épisodes du websérie I <3 Vampires. Elle devient Jennifer Hills, jeune écrivaine new-yorkaise qui va être brutalement violée, dans le film d'horreur de rape and revenge I Spit on Your Grave de Steven R. Monroe, un remake de la version cinématographique de 1978, du même nom, et gagne le prix de la « meilleure actrice ».
En 2016, elle apparaît dans le téléfilm Une infirmière trop parfaite (Nightmare Nurse) de Craig Moss.

## Filmographie

### Longs métrages
- 2010 : I Spit on Your Grave de Steven R. Monroe : Jennifer Hills
- 2012 : Gladiators (The Philly Kid) de Jason Connery : Amy
- 2013 : Treachery de Travis Romero : Cecelia
- 2013 : Infection (The demented) de Christopher Roosevelt : Sharley
- 2013 : The Stranger Inside (Stranger Within) d'Adam Neutzsky-Wulff : Sarah (vidéo)
- 2014 : Free Fall de Malek Akkad : Jane Porter
- 2015 : I Spit on Your Grave 3 (I Spit on Your Grave 3: Vengeance Is Mine) de R.D. Braunstein : Jennifer Hills / Angela
- 2017 : Moontrap: Target Earth de Robert Dyke : Scout
- 2018 : All Light Will End de Chris Blake : Dianna
- 2018 : Doubting Thomas de Will McFadden : Jen
- 2018 : Point Defiance de Justin Foia : la policière Barnes
- 2019 : Imaginary Order de Debra Eisenstadt
- 2019 : Drowning de Melora Walters : Claire`
- 2020 : Mr Merveilleux (Looking for Mr. Wonderful) de Tom Shell : Lisa

### Courts métrages
- 2007 : Tobias_427 de Jun Diaz : Jenny
- 2007 : A Couple of White Chicks at the Hair Dresser de Roxanne Messina Captor : l'assistante de Marc
- 2016 : The Muse de Melora Walters : Amber
- 2017 : Megan's Shift de Zeke Farrow : la collègue de Jill

### Téléfilms
- 2008 : Les Ailes de la terreur (Flu Bird Horror) de Leigh Scott : Eva
- 2012 : Nuclear Family de Kyle Rankin : Audrey
- 2016 : Une infirmière trop parfaite (Nightmare Nurse) de Craig Moss : Brooke
- 2016 : Before the Sun Explodes de Debra Eisenstadt : Holly
- 2017 : Le Prix de l'infidélité (Infidelity in Suburbia) de David Winning : Laura Halpern
- 2017 : Mon mari veut me tuer ! (Woman on the Run) de Jason Bourque : Nomi Gardner
- 2018 : Counterfeiting in Suburbia de Jason Bourque : Karen Cartwright
- 2020 : Les Aveux d'une mère (Woman on the Edge) de Troy Scott : Karen Croft

### Séries télévisées
- 2004 : Love's a Trip : Contestant
- 2008 : Luke 11:17 : Sandy (websérie, 3 épisodes)
- 2008 : Les Experts : Miami (CSI: Miami) : Kim Walderman (saison 7, épisode 5 : Bombshell)
- 2009 : Les Experts : Manhattan (CSI: NY) : Alison Redman (saison 5, épisode 17 : Green Piece)
- 2009–2010 : I <3 Vampires : Paige (websérie, 4 épisodes)
- 2013 : Twisted Tales : Jolene (saison 1, épisode 3 : Boom)
- 2014 : Average Joe : l'hôtesse (saison 2, épisode 7 : The Birthday Blow-Out)
- 2014 : Castle : Whitney Williams (saison 7, épisode 7 : Once Upon a Time in the West)
- 2015 : Les Experts : Cyber (CSI: Cyber) : Chelsea (saison 1, épisode 9 : L0M1S)
- 2016 : Grey's Anatomy : Danielle (saison 13, épisode 9 : You Haven't Done Nothin')
- 2017 : NCIS : Enquêtes spéciales (NCIS) : Nicole (saison 15, épisode 9 : Ready or Not)